# Međuvladina organizacija za međunarodni prijevoz željeznicom
Međuvladina organizacija za međunarodni prijevoz željeznicom (kratica OTIF; engl.: Intergovernmental Organisation for International Carriage by Rail; franc. L'Organisation intergouvernementale pour les transports internationaux ferroviaires) uspostavljena je 1. svibnja 1985. OTIF je međunarodna organizacija čiji temelj je Konvencija o međunarodnom željezničkom prijevozu (COTIF), sastavljena 9. svibnja 1980. Prethodnik OTIF-a bio je Središnji ured za međunarodni prijevoz željeznicom, koji je ustanovljen 1893. godine. Sjedište Organizacije je Bernu. Ima 45 država članica i jednu pridruženu članicu (Jordan). Europska unija pristupila je COTIF-u 1. srpnja 2011.
Sve do potpisivanja Protokola 9. lipnja 1999. (Vilnijuski protokol) kojim se mijenja COTIF, prvotni cilj OTIF-a bio je razvoj jedinstvenog sustava prava koji se primjenjuje na prijevoz putnika i tereta u međunarodnom prijevozu željeznicom. Taj sustav prava koji je postoji desetljećima poznat je kao CIV i CIM jedinstvena pravila.

## Ciljevi
Cilj Organizacije je promicati, poboljšati i olakšati, u svakom pogledu, međunarodni željeznički promet, posebice:
- utvrđivanjem sustava jedinstvenog prava u sljedećim područjima prava:
  - ugovora o međunarodnom prijevozu putnika i robe u međunarodnom izravnom željezničkom prometu, uključujući dopunski prijevoz ostalim oblicima prijevoza vezano uz jedan ugovor (CIV i CIM);
  - ugovora o korištenju vagona kao sredstva prijevoza u međunarodnom željezničkom prometu (CUV);
  - ugovora o korištenju infrastrukture u međunarodnom željezničkom prometu (CUI);
  - prijevoza opasnih tvari u međunarodnom željezničkom prometu (RID).
- pomoći pri uklanjanju, u najkraćem mogućem vremenskom roku, svih prepreka pri prijelazu granica u međunarodnom željezničkom prometu, vodeći neprestance računa o posebnim javnim interesima, u mjeri u kojoj su te prepreke u okviru odgovornosti država;
- doprinosom stručnom usklađivanju u području željeznice vrednovanjem tehničkih standarda i prihvaćanjem jedinstvenih tehničkih propisa;
- utvrđivanjem jedinstvenog postupka za primitak željezničkih vozila i drugih sredstava za korištenje u međunarodnom prometu;
- kontrolom nad odgovarajućom primjenom pravila i preporuka utvrđenih u okviru Organizacije;
- izradom sustava jedinstvenog prava, pravila i postupaka.

## Tijela
Funkcioniranje Organizacije osiguravaju sljedeća tijela:
- Opća skupština
- Upravni odbor
- Odbor za reviziju
- Odbor stručnjaka za prijevoz opasnih tvari (Stručni odbor RID-a)
- Odbor za pojednostavljenje postupaka
- Stručni odbor
- glavni tajnik.

## Vanjske poveznice
- Službene stranice